# Paranemastoma longipalpatum
Paranemastoma longipalpatum is een hooiwagen uit de familie aardhooiwagens (Nemastomatidae). De originele naamcombinatie (protoniem) was Nemastoma longipalpatum Roewer, 1951. Een volgende naamrecombinatie werd gepubliceerd als Paranemastoma longipalpatum (Roewer, 1951) in Schönhofer 2013.